# Euryparyphes flexuosus
Euryparyphes flexuosus är en insektsart som beskrevs av Boris Petrovich Uvarov 1927. Euryparyphes flexuosus ingår i släktet Euryparyphes och familjen Pamphagidae. Inga underarter finns listade i Catalogue of Life.